# جاكسون بيرس
جاكسون بيرس (بالإنجليزية: Jackson Pearce)‏ (21 مايو 1984، رالي في الولايات المتحدة)؛ كاتبة للأطفال، كاتِبة وروائية أمريكية.